# Saint-Cyran-du-Jambot
 Saint-Cyran-du-Jambot  es una población y comuna francesa, en la región de  Centro, departamento de Indre, en el distrito de Châteauroux y cantón de Châtillon-sur-Indre.

## Demografía
| 398 | 319 | 260 | 232 | 208 | 182 |
| Para los censos de 1962 a 1999 la población legal corresponde a la población sin duplicidades (Fuente: INSEE [Consultar]) |     |     |     |     |     |